# Саборни храм Свете Дјеве Марије (Дамаск)
Дамаски саборни храм у част Успења Пресвете Богородице (арап. الكنيسة المريمية), — православни катедрални храм у Дамаску (Сирија). Налази се на територији старог града, у хришћанској четврти Баб Тума. Најстарији православни храм у Дамаску.

## Историја
У II вијеку у Дамаску су била изграђена два православна храма: црква Светога Јована Крститеља и црква Свете Дјеве Марије. Послије тога, пошто је 706. године здање цркве Светога Јована Крститеља било купљено од стране тадаше власти и разрушено (на њеном мјесту подигнута је чувена Велика џамија), црква Дјеве Марије постала је главни хришћански храм Дамаска.
Од 1342. године при храму се налази сједиште антиохијског патријарха, па црква од тада има статус саборног храма.
Године 1860, послије погрома у којем су страдали сиријски хришћани, хришћански кварт и сви православни храмови били су уништени. Након три године храм је био обновљен трудом патријарха Јеротеја, захваљујући прилогу и помоћи Руске империје.
Од почетка грађанског рата у Сирији црква је више пута била мета терористичког напада.
Делегацију Српке Православне Цркве - патријарха Иринеја, митрополита црногорско-приморског Амфилохија и епископа шумадијског Јована - свечано је дочекао антиохијски патријарх Јован пред Саборним храмом Дјеве Марије у Дамаску, 1. јуна 2019. године.